# Freddy de Vree
Freddy de Vree (1939-2004) fou un poeta, assagista i creador de programes radiofònics belga que escrivia inicialment en francès i més tard en llengua neerlandesa.
Va néixer el 3 d'octubre de 1939 a Antwerpen. Era una persona enterca, anarquista i dandiesca. Va ser un dels tres actors que el 1967 van representar a pell la Santíssima Trinitat al final de la peça Masscheroen (pronuncia: masserún) de Hugo Claus al festival de teatre experimental de Knokke, que després va ser prohibida i va valdre a l'autor una condemnació criminal. El 1999, sobre aquesta experiència de Vree va dir: «A la fi dels anys seixanta era important mostrar-se a pèl, tenia un significat. […] S'ha de veure tot a l'esperit del temps.[…]. Hi havia els progressistes puritans que manifestaven contra la guerra del Vietnam. Al costat hi havia un grup que donava la cara per a una sexualitat lliure. Aleshores s'organitzava també un debat sobre la nuesa». Fora de la seva obra radiofònica i poètica també escrigué dos thrillers, 69+1 James Klont, (1966) una paròdia sobre James Bond i De ergenamen van de dood (Els hereus de la mort). La seva obra assagística i damunt tot els articles que va escriure sobre Hugo Claus i Willem Frederik Hermans queden una font important per a comprendre aquest dos escriptors majors de la literatura en neerlandès del segle xx.
Va morir el 3 de juliol de 2004 a Antwerpen a l'edat de 64 anys.

## Obres destacades
Al web de la Biblioteca digital de la literatura neerlandesa hi ha una bibliografia primària i secundària completa.
En francès
- Blues pour Boris Vian (1961)
- Mots pour Karin (1963)

En neerlandès
Sota el pseudònim de Marie-Claire De Jonghe
- Jaja (1969), un poemari agressiu contra el nacionalisme flamenc.
- De lemen liefde (1969) poemes amb un tema lesbià

Al nom seu propi
- A.C. (1971), poemari premiat

Assaig
- Rita Renoir, enz. (1973)
- Beleggen en beliegen (1975), una crítica del mercat de l'art.
- Hugo Claus (1976)
- Steden en Sentimenten (1977), premi literari Arkprijs de la paraula lliure[5]
- Willem Frederik Hermans: de aardigste man ter wereld (2002)